# Louhans
Louhans é uma comuna francesa na região administrativa de Borgonha-Franco-Condado, no departamento Saône-et-Loire. Estende-se por uma área de 22,57 km². Em 2010 a comuna tinha 6 613 habitantes (densidade: 293 hab./km²).